# لعبة مغامرة رسومية
 لعبة مغامرة رسومية (بالإنجليزية: Graphic adventure game)‏ 

لقطة للعبة ميست

هو نوع من ألعاب المغامرات وفيه يتجول اللاعب عن طريق تحريك المؤشر والضغط على الأغراض أو الأسهم في بيئة رسومية، حيث لكل موقع صورة ثابتة. ويمكن للاعب العثور على الأدوات واستخدامها في بعض المناطق. من أشهر الألعاب ميست (بالإنجليزية: Myst)‏.